# OK Go
Az OK Go egy amerikai zenekar. Alternatív rockot, power popot, indie rockot, pop-rockot és indie-popot játszanak, de egyesek a "geek rock" műfajba is sorolják őket. 1998-ban alakultak meg Chicagoban. Jelenlegi tagok: Damian Kulash, Tim Nordwind, Dan Konopka és Andy Ross. Volt tagok: Andy Duncan.
Pályafutásuk alatt négy nagylemezt, két koncertalbumot és hét EP-t jelentettek meg. Albumaikat a Paracadute Records, Capitol Records, EMI Records, BMG Records kiadók dobják piacra. Az OK Go híres lett kreatív videoklipjeiről is.

## Diszkográfia
- OK Go (2002)
- Oh No (2005)
- Of the Blue Colour of the Sky (2010)
- Hungry Ghosts (2014)

## Egyéb kiadványok
- Live from the Fillmore New York at Irving Plaza (2009)
- 180/365 (2011)

### EP-k
- OK Go (Brown EP) (2000)
- OK Go (Pink EP (2001)
- Do What You Want (2005)
- iTunes Live from Soho - EP (2007)
- Master the Treadmill with OK Go (2007)
- You Are Not Alone (2008)
- Upside Out (2014)